# Ҡ
Ҡ, ҡ – litera cyrylicy używana w języku baszkirskim do oznaczania dźwięku [q], tj. spółgłoski zwartej języczkowej bezdźwięcznej. W baszkirskim alfabecie arabskim odpowiadała jej litera ق‬, w alfabecie Kułajewa litera Һ, a w łacince litera Q.

## Kodowanie
| Znak                   | Ҡ                                  | Ҡ                                  | ҡ                                | ҡ                                |
| ---------------------- | ---------------------------------- | ---------------------------------- | -------------------------------- | -------------------------------- |
| Nazwa w Unikodzie      | Cyrillic Capital Letter Bashkir Ka | Cyrillic Capital Letter Bashkir Ka | Cyrillic Small Letter Bashkir Ka | Cyrillic Small Letter Bashkir Ka |
| Kodowanie              | dziesiątkowo                       | szesnastkowo                       | dziesiątkowo                     | szesnastkowo                     |
| Unicode                | 1184                               | U+04A0                             | 1185                             | U+04A1                           |
| UTF-8                  | 210 160                            | d2 a0                              | 210 161                          | d2 a1                            |
| Odwołania znakowe SGML | &#1184;                            | &#x04A0;                           | &#1185;                          | &#x04A1;                         |